# Leighton Meester
Leighton Marissa Claire Meester, ameriška igralka, manekenka, pevka in tekstopiska, * 9. april 1986, Teksas, ZDA.

## Zgodnje in osebno življenje
Leighton Marissa Meester se je rodila 9. aprila 1986 v Teksasu, ZDA, staršem Connie in Dougu, ki sta se v ZDA preselila z Jamajke. Kasneje živela drugje, ker sta njena oče in mama preživljala 16-mesečno kazen zaradi preprodaje marihuane. Pri enajstih letih se je preselila k teti v New York City.

## Kariera
Meesterjeva je kariero začela leta 1999 z igranjem Alysse Turner v Law & Order. Potem se pojavi v filmu Hangman's Curse, ki je bil posnet po romanu Franka Perettija. Kasneje zaigra tudi v seriji 24, Sedma nebesa in Veronica Mars.
Leta 2005 dobi vlogo v seriji Surface, kjer igra Savannah Bennett, starejšo sestro Milesa Bennetta.
Leta 2007 igra v serijah, kot so Shark, Na kraju zločina: Miami in Opravljivka. V Opravljivki je imela eno glavnih vlog: igrala je Blair Waldorf.
Blair je nedvomno tisti podli lik v nanizanki, ki ga imajo gledalci radi: oče se ji je odrekel, mama jo je izkoristila, poleg vsega pa je še v mučnem in negotovem razmerju z največjim bebcem vseh časov, Chackom Bassom. Ed Westwick, ki igra Chucka, kar preide k bistvu: “Leighton tako dobro igra psico zato, ker dejansko tudi je psica.” Ko to izreče, nastopi tako zoprna tišina, da se začnemo dobesedno potiti, na srečo pa kmalu bruhne v smeh: “Hecam se! Tako dobra je zato, ker se pri tem zabava.”
Leighton povsem razume, zakaj so se gledalci tako osredotočili na razmerje med Blair in Chuckom: “Tako popolna sta, ker eden drugega razumeta. Chuck ve za njeno skrito temno plat in se mu zdi seksi. Najboljše pri njunem razmerju pa je to, da je stvarno. Ni vedno tako, da greš skupaj na nekaj zmenkov in se počasi zaljubiš. Onadva se nekega večera spečata. Za to, da nekoga spoznaš, je potreben čas, pozneje se morda zaljubiš.”
Potem se pojavi v televizijskem filmu The Haunting of Sorority Row in komični drami Remember the Daze. Pojavi se tudi v trilerju Killer Movie.
Aprila 2009 se Leighton začne zanimati za glasbo in julija istega leta izide njen prvi singel Good Girls Gone Bad, ki ga je posnela v sodelovanju s skupino Cobra Starship.
V bodoče bo s Tino Fey in Steveom Carellom snemala film Date Night in The Roommate.
Poleg igranja in glasbe ima Leighton Meester tudi svojo kolekcijo oblek.

## Filmografija
| Filmi      | Filmi                        | Filmi               | Filmi                                                  |  |
| Leto       | Film                         | Vloga               | Ostalo                                                 |  |
| ---------- | ---------------------------- | ------------------- | ------------------------------------------------------ |  |
| 2003       | Hangman's Curse              | Elisha Springfield  |                                                        |  |
| 2004       | Hollywood Division           | Michelle            | Televizijski film                                      |  |
| 2006       | Flourish                     | Lucy Covner         |                                                        |  |
| 2006       | Inside                       | Josie               |                                                        |  |
| 2007       | Drive-Thru                   | Mackenzie Carpenter |                                                        |  |
| 2007       | Remember the Daze            | Tori                |                                                        |  |
| 2007       | The Haunting of Sorority Row | Samantha Willows    | Televizijski film                                      |  |
| 2008       | Killer Movie                 | Jaynie Hansen       |                                                        |  |
| 2010]      | Date Night                   | Zoey                |                                                        |  |
| 2010]      | Going the Distance           | Amy                 |                                                        |  |
| 2010]      | Country Strong               | Chiles Stanton      |                                                        |  |
| 2011       | The Roommate                 | Rebecca             |                                                        |  |
| 2011       | Monte Carlo                  | Mary 'Meg' Kelly    |                                                        |  |
| 2011       | The Oranges                  | Nina Ostroff        |                                                        |  |
| 2012       | That's My Boy                | Jamie               |                                                        |  |
| 2014       | Life Partners                | Sasha               |                                                        |  |
| 2014       | The Judge                    | Carla Powell        |                                                        |  |
| 2014       | Like Sunday, Like Rain       | Eleanor             |                                                        |  |
| 2014       | By the Gun                   | Ali Matazano        |                                                        |  |
| 2014       | Any Tom, Dick, or Harry      | Barbara             | Post-produkcija                                        |  |
| 2015       | Unity                        | Pripovedovalka      | dokumentarec                                           |  |
| 2014       | Life Partners                | Sasha               |                                                        |  |
| Televizija |                              |                     |                                                        |  |
| Leto       | Naslov                       | Vloga               | Ostalo                                                 |  |
| 1999       | Law & Order                  | Alyssa Turner       | Epizoda: »Disciple«                                    |  |
| 2001       | Boston Public                | Sarah Breen         | Epizoda: »Chapter Twenty-Eight«                        |  |
| 2002       | Once and Again               | Amanda              | Epizoda: »Gardenia«                                    |  |
| 2002       | Family Affair                | Irene               | Epizoda: »No Small Parts«                              |  |
| 2003       | Tarzan                       | Nicki Porter        | 5 epizod                                               |  |
| 2004       | Crossing Jordan              | Marie Strand        | Epizoda: »Missing Pieces«                              |  |
| 2004       | Sedma nebesa                 | Kendall             | Epizoda: »Little White Lies«                           |  |
| 2004       | 24                           | Debbie Pendleton    | 4 epizode                                              |  |
| 2004       | Entourage                    | Justine Chapin      | 2004–2008 (3 epizode)                                  |  |
| 2005       | Moja najstnica               | Nikki               | Epizoda: »The After Party«                             |  |
| 2005       | Veronica Mars                | Carrie Bishop       | Epizodi: »A Trip to the Dentist« in »Mars vs. Mars«    |  |
| 2005       | Surface                      | Savannah Barnett    | 2005–2006 (12 epizod)                                  |  |
| 2006       | Številke                     | Karen Camden        | Epizoda: »Dark Matter«                                 |  |
| 2006       | House MD                     | Ali                 | Epizodi: »Informed Consent« in »Lines in the Sand«     |  |
| 2007       | Na kraju zločina: Miami      | Heather Crowley     | Epizoda: »Broken Home«                                 |  |
| 2007       | Shark                        | Megan               | Epizode: »Porn Free«, »Trial by Fire« in »Blind Trust« |  |
| 2007       | Opravljivka                  | Blair Waldorf       | 2007–2012 (112 epizod)                                 |  |